# Jean II de Mecklembourg
Pour les articles homonymes, voir Jean II.
Jean II de Mecklembourg (né vers 1250, et mort le 12 octobre 1299) est un coprince du Mecklembourg ayant régné de 1264 à 1283 et un seigneur de Gadebusch depuis 1266. 
Jean II était le fils cadet de Jean Ier de Mecklembourg et de Luitgard de Henneberg (1210-1267), la fille du comte Poppo VII von Henneberg. Il est décédé le 12 octobre 1299 et a été inhumé dans l'église du monastère de Doberan.

## Sources
- (de) Cet article est partiellement ou en totalité issu de l’article de Wikipédia en allemand intitulé « Johann II. (Mecklenburg) » (voir la liste des auteurs).